# The Holdovers
The Holdovers és una pel·lícula de comèdia dramàtica estatunidenca de 2023 dirigida per Alexander Payne, escrita per David Hemingson i protagonitzada per Paul Giamatti, Da'Vine Joy Randolph i Dominic Sessa. Ambientada el 1970, segueix un professor d'història rondinaire en un internat de Nova Anglaterra que es veu obligat a acompanyar quatre estudiants que no tenen on anar durant les vacances de Nadal. S'ha subtitulat al català.
The Holdovers es va estrenar en el 50è Festival de Cinema de Telluride el 31 d'agost de 2023. Es va estrenar en cinemes selectes dels Estats Units el 27 d'octubre de 2023, seguit d'una estrena generalitzada el 10 de novembre per Focus Features. La pel·lícula va rebre bones ressenyes per part de la crítica, amb especials elogis a les actuacions principals.
La National Board of Review i l'American Film Institute la van considerar una de les 10 millors pel·lícules de 2023 i ha rebut molts altres elogis, inclosos el Globus d'Or a la millor actriu secundària (per a Randolph) i al millor actor en una pel·lícula musical o comèdia (per a Giamatti). També va rebre cinc nominacions als Premis Oscar, incloses Millor Pel·lícula, Millor Actor per a Giamatti, Millor Actriu de Repartiment per a Randolph, i set nominacions als Premis BAFTA, incloses Millor Pel·lícula i Director.

## Sinopsi
Al desembre de 1970, Paul Hunham és un professor d'història autoritari de la Barton Academy, un internat de Nova Anglaterra a què havia anat de petit amb una beca. Els seus alumnes i col·legues professors el menyspreen per les seves qualificacions brutalment honestes, la seva personalitat difícil i per ensenyar emprant el tradicionalisme. El director de Barton, Woodrup, renya Hunham per haver fet perdre a l'acadèmia un important donant (un senador), en haver suspès el seu fill, fent que acabés sent rebutjat per la Universitat de Princeton.
Com a càstig, Hunham es veu obligat a supervisar als estudiants "restants" que queden al campus durant les vacances, inclòs Angus Tully, la mare de les quals ha cancel·lat abruptament un viatge familiar a Saint Kitts per a passar la lluna de mel amb el seu nou marit. També es queda enrere l'administradora de la cafeteria Mary Lamb, que està de dol per la pèrdua del seu jove fill, un exalumne de Barton que va morir abans de complir vint anys lluitant en la Guerra de Vietnam.

## Repartiment

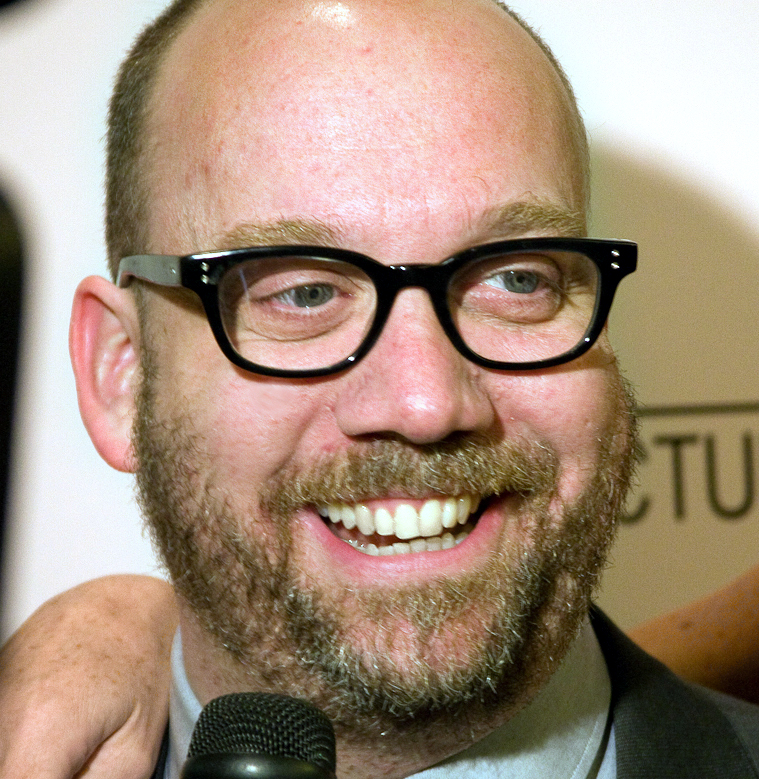
Paul Giamatti interpreta Paul Hunham, un dels dos personatges principals de la pel·lícula.

- Paul Giamatti com a Paul Hunham, professor d'estudis clàssics en l'internat Barton Academy.
- Dominic Sessa com a Angus Tully, un estudiant de Barton que es va quedar al campus durant les vacances de Nadal.
- Da'Vine Joy Randolph com a Mary Lamb, treballadora de la cafeteria de Barton i mare desconsolada.
- Carrie Preston com a Miss Lydia Crane, membre de la facultat de Barton
- Brady Hepner com a Teddy Kountze, l'enemic de l'Angus; un dels cinc holdovers
- Ian Dolley com a Alex Ollerman, fill de missioners mormons; un dels cinc holdovers
- Jim Kaplan com a Ye-Joon Park, un estudiant internacional de Corea; un dels cinc holdovers
- Michael Provost com a Jason Smith, el rerequart de l'equip de futbol de Barton; un dels cinc holdovers
- Andrew Garman com a Dr. Hardy Woodrip, director de l'Acadèmia Barton.
- Naheem Garcia com a Danny, un conserge de Barton.
- Stephen Thorne com a Thomas Tully, el pare institucionalitzat de l'Angus
- Gillian Vigman com a Judy Clotfelter, la mare de l'Angus
- Tate Donovan com a Stanley Clotfelter, el padrastre de l'Angus
- Darby Lily Lee-Stack com a Elise, el breu interès romàntic de l'Angus

## Producció
The Holdovers és la segona col·laboració entre el director Alexander Payne i l'actor Paul Giamatti després de Entre copes (2004). Payne va concebre el concepte de la pel·lícula després de veure la pel·lícula Merlusse de Marcel Pagnol de 1935, i es va posar en contacte amb David Hemingson per a escriure el guió, que originalment era una mostra d'escriptura per a un pilot de televisió. Al juny de 2021, Miramax va adquirir els drets de distribució. A principis de 2022, Da'Vine Joy Randolph i Carrie Preston es van unir al repartiment.
El rodatge va començar a Massachusetts el 27 de gener de 2022. La directora de localitzacions Kai Quinlan, que anteriorment va treballar en altres pel·lícules ambientades en Nova Anglaterra com Spotlight i Black Mass, es va basar en la seva educació a Massachusetts per a la pel·lícula. Per a la fictícia Barton Academy, l'equip va filmar en ubicacions de cinc escoles reals de Massachusetts: Groton, Northfield Mount Hermon, Deerfield Academy, St. Mark's School i Fairhaven High School. Dominic Sessa, que va protagonitzar el seu primer paper cinematogràfic com a Angus, havia assistit a Deerfield en la promoció de 2022. La pel·lícula també es va rodar en els teatres històrics Somerville i Orpheum, i al Boston Common. Payne va dir més tard que capturar l'estètica de la dècada de 1970 va ser relativament fàcil, perquè "el canvi arriba lentament a Nova Anglaterra".

## Estrena
L'11 de setembre de 2022 es va realitzar una projecció especial de la pel·lícula per a compradors; l'endemà, es va informar que Focus Features havia adquirit els drets de distribució per 30 milions de dòlars. Originalment, la pel·lícula estava programada per a una estrena limitada en cinemes el 10 de novembre de 2023, seguida d'una expansió a l'estrena general el 22 de novembre. No obstant això, es va actualitzar l'estrena limitada al 27 d'octubre de 2023, seguida d'una estrena general el 10 de novembre de 2023.
L'estrena mundial de The Holdovers es va dur a terme en el 50è Festival de Cinema de Telluride el 31 d'agost de 2023. També es va projectar en el Festival Internacional de Cinema de Toronto de 2023 el 10 de setembre de 2023, on va quedar en segon lloc del premi People's Choice. També va ser convidada al 28è Festival Internacional de Cinema de Busan en la secció 'Icon' i es va projectar el 7 d'octubre de 2023.

## Premis i nominacions
| Premi                                                          | Data                   | Categoria                                      | Nominats             | Resultat  | Ref.   |
| -------------------------------------------------------------- | ---------------------- | ---------------------------------------------- | -------------------- | --------- | ------ |
| Festival Internacional de Cinema de Toronto                    | 17 de setembre de 2023 | Premi del Públic                               | The Holdovers        | Subcampió | [ 22 ] |
| Heartland International Film Festival                          | 5 de octubre de 2023   | Pioneering Spirit: Rising Star Award           | Dominic Sessa        | Guanyador | [ 23 ] |
| Montclair Film Festival                                        | 30 de octubre de 2023  | Premi del Públic - Llargmetratge de Ficció     | The Holdovers        | Guanyador | [ 24 ] |
| Premios Gotham                                                 | 27 de novembre de 2023 | Millor actuació de repartiment                 | Da'Vine Joy Randolph | Nominat   | [ 25 ] |
| San Diego International Film Festival                          | 22 de octubre de 2023  | Premio del Público - Millor pel·lícula de Gala | The Holdovers        | Guanyador |        |
| Celebration of Cinema & Television                             | 4 de desembre de 2023  | Millor actriu de repartiment                   | Da'Vine Joy Randolph | Guanyador | [ 26 ] |
| Festival Internacional de Cine de Santa Bárbara                | 10 de febrer de 2024   | Virtuoso Award                                 | Da'Vine Joy Randolph | Guanyador | [ 27 ] |
| Premis del New York Film Critics Circle                        | 30 de novembre de 2023 | Millor actriu de repartiment                   | Da'Vine Joy Randolph | Guanyador | [ 28 ] |
| National Board of Review                                       | 6 de desembre de 2023  | 10 Pel·lícules més Destacades                  | The Holdovers        | Guanyador | [ 29 ] |
| National Board of Review                                       | 6 de desembre de 2023  | Millor actor                                   | Paul Giamatti        | Guanyador | [ 29 ] |
| National Board of Review                                       | 6 de desembre de 2023  | Millor actriu de repartiment                   | Da'Vine Joy Randolph | Guanyador | [ 29 ] |
| National Board of Review                                       | 6 de desembre de 2023  | Millor guió original                           | David Hemingson      | Guanyador | [ 29 ] |
| American Film Institute Awards                                 | 7 de desembre de 2023  | Top 10 Pel·lícules de l'Any                    | The Holdovers        | Guanyador | [ 30 ] |
| Premis de l'Associació de Crítics de Cinema de Washington D.C. | 10 de desembre de 2023 | Millor pel·lícula                              | The Holdovers        | Nominat   | [ 31 ] |
| Premis de l'Associació de Crítics de Cinema de Washington D.C. | 10 de desembre de 2023 | Millor actor                                   | Paul Giamatti        | Nominat   | [ 31 ] |
| Premis de l'Associació de Crítics de Cinema de Washington D.C. | 10 de desembre de 2023 | Millor actor de repartiment                    | Dominic Sessa        | Nominat   | [ 31 ] |
| Premis de l'Associació de Crítics de Cinema de Washington D.C. | 10 de desembre de 2023 | Millor actuació juvenil                        | Dominic Sessa        | Guanyador | [ 31 ] |
| Premis de l'Associació de Crítics de Cinema de Washington D.C. | 10 de desembre de 2023 | Millor actriu de repartiment                   | Da'Vine Joy Randolph | Guanyador | [ 31 ] |
| Premis de l'Associació de Crítics de Cinema de Washington D.C. | 10 de desembre de 2023 | Millor guió original                           | David Hemingson      | Nominat   | [ 31 ] |
| Premis de l'Associació de Crítics de Cinema de Washington D.C. | 10 de desembre de 2023 | Millor repartiment                             | The Holdovers        | Nominat   | [ 31 ] |
| Premis de l'Associació de Crítics de Cinema de Boston          | 10 de desembre de 2023 | Millor pel·lícula                              | The Holdovers        | Guanyador | [ 32 ] |
| Premis de l'Associació de Crítics de Cinema de Boston          | 10 de desembre de 2023 | Millor actor                                   | Paul Giamatti        | Guanyador | [ 32 ] |
| Premis de l'Associació de Crítics de Cinema de Boston          | 10 de desembre de 2023 | Millor actriu de repartiment                   | Da'Vine Joy Randolph | Guanyador | [ 32 ] |
| Premis de l'Associació de Crítics de Cinema de Boston          | 10 de desembre de 2023 | Millor guió original                           | David Hemingson      | Guanyador | [ 32 ] |
| Premis de l'Associació de Crítics de Cinema de Los Ángeles     | 10 de desembre de 2023 | Millor actuació de repartiment                 | Da'Vine Joy Randolph | Guanyador | [ 33 ] |
| Premis de l'Associació de Crítics de Cinema de Chicago         | 12 de desembre de 2023 | Millor actor                                   | Paul Giamatti        | Guanyador | [ 34 ] |
| Premis de l'Associació de Crítics de Cinema de Chicago         | 12 de desembre de 2023 | Millor actriu de repartiment                   | Da'Vine Joy Randolph | Guanyador | [ 34 ] |
| Premis de l'Associació de Crítics de Cinema de Chicago         | 12 de desembre de 2023 | Millor guió original                           | David Hemingson      | Nominat   | [ 34 ] |
| Premis de l'Associació de Crítics de Cinema de Chicago         | 12 de desembre de 2023 | Artista més prometedor                         | Dominic Sessa        | Nominat   | [ 34 ] |
| Associació de Crítics de Cinema de San Luis                    | 17 de desembre de 2023 | Millor pel·lícula                              | The Holdovers        | Nominat   | [ 35 ] |
| Associació de Crítics de Cinema de San Luis                    | 17 de desembre de 2023 | Millor actor                                   | Paul Giamatti        | Nominat   | [ 35 ] |
| Associació de Crítics de Cinema de San Luis                    | 17 de desembre de 2023 | Millor actor de repartiment                    | Dominic Sessa        | Nominat   | [ 35 ] |
| Associació de Crítics de Cinema de San Luis                    | 17 de desembre de 2023 | Millor actriu de repartiment                   | Da'Vine Joy Randolph | Guanyador | [ 35 ] |
| Associació de Crítics de Cinema de San Luis                    | 17 de desembre de 2023 | Millor guió original                           | David Hemingson      | Nominat   | [ 35 ] |
| Associació de Crítics de Cinema de San Luis                    | 17 de desembre de 2023 | Millor repartiment                             | The Holdovers        | Guanyador | [ 35 ] |
| Associació de Crítics de Cinema de San Luis                    | 17 de desembre de 2023 | Millor banda sonora                            | The Holdovers        | Nominat   | [ 35 ] |
| Associació de Crítics de Cinema de San Luis                    | 17 de desembre de 2023 | Millor pel·lícula de comèdia                   | The Holdovers        | Guanyador | [ 35 ] |
| Associació de Crítics de Cinema de San Luis                    | 17 de desembre de 2023 | Millor muntatge                                | Kevin Tent           | Nominat   | [ 35 ] |
| Florida Film Critics Circle Awards                             | 21 de desembre de 2023 | Millor actor                                   | Paul Giamatti        | Nominat   | [ 36 ] |
| Florida Film Critics Circle Awards                             | 21 de desembre de 2023 | Millor actor de repartiment                    | Dominic Sessa        | Nominat   | [ 36 ] |
| Florida Film Critics Circle Awards                             | 21 de desembre de 2023 | Premi revelació                                | Dominic Sessa        | Nominat   | [ 36 ] |
| Florida Film Critics Circle Awards                             | 21 de desembre de 2023 | Millor actriu de repartiment                   | Da'Vine Joy Randolph | Nominat   | [ 36 ] |
| Florida Film Critics Circle Awards                             | 21 de desembre de 2023 | Millor guió original                           | David Hemingson      | Nominat   | [ 36 ] |
| Premis Independent Spirit                                      | 25 de febrer de 2024   | Millor actuació de repartiment                 | Da'Vine Joy Randolph | Pendent   | [ 37 ] |
| Premis Independent Spirit                                      | 25 de febrer de 2024   | Millor actuació innovadora                     | Dominic Sessa        | Pendent   | [ 37 ] |
| Premis Independent Spirit                                      | 25 de febrer de 2024   | Millor guió                                    | David Hemingson      | Pendent   | [ 37 ] |
| Premis Independent Spirit                                      | 25 de febrer de 2024   | Millor fotografía                              | Eigil Bryld          | Pendent   | [ 37 ] |
| Astra Film and Creative Arts Awards                            | 6 de gener de 2024     | Millor pel·lícula                              | The Holdovers        | Nominat   | [ 38 ] |
| Astra Film and Creative Arts Awards                            | 6 de gener de 2024     | Millor director                                | Alexander Payne      | Nominat   | [ 38 ] |
| Astra Film and Creative Arts Awards                            | 6 de gener de 2024     | Millor actor                                   | Paul Giamatti        | Guanyador | [ 38 ] |
| Astra Film and Creative Arts Awards                            | 6 de gener de 2024     | Millor actor de repartiment                    | Dominic Sessa        | Nominat   | [ 38 ] |
| Astra Film and Creative Arts Awards                            | 6 de gener de 2024     | Millor actriu de repartiment                   | Da'Vine Joy Randolph | Guanyador | [ 38 ] |
| Astra Film and Creative Arts Awards                            | 6 de gener de 2024     | Millor guió original                           | David Hemingson      | Nominat   | [ 38 ] |
| Astra Film and Creative Arts Awards                            | 6 de gener de 2024     | Millor repartiment                             | The Holdovers        | Nominat   | [ 38 ] |
| Astra Film and Creative Arts Awards                            | 26 de febrer de 2024   | Millor càsting                                 | Susan Shopmaker      | Nominat   | [ 38 ] |
| Astra Film and Creative Arts Awards                            | 26 de febrer de 2024   | Millor muntatge                                | Kevin Tent           | Nominat   | [ 38 ] |
| Premis Globus d'Or                                             | 7 de gener de 2024     | Millor pel·lícula musical o còmica             | The Holdovers        | Nominat   | [ 39 ] |
| Premis Globus d'Or                                             | 7 de gener de 2024     | Millor actor musical o còmic                   | Paul Giamatti        | Guanyador | [ 39 ] |
| Premis Globus d'Or                                             | 7 de gener de 2024     | Millor actriu secundària                       | Da'Vine Joy Randolph | Guanyador | [ 39 ] |
| Premis de la Crítica Cinematogràfica                           | 14 de gener de 2024    | Millor pel·lícula                              | The Holdovers        | Nominat   | [ 40 ] |
| Premis de la Crítica Cinematogràfica                           | 14 de gener de 2024    | Millor director                                | Alexander Payne      | Nominat   | [ 40 ] |
| Premis de la Crítica Cinematogràfica                           | 14 de gener de 2024    | Millor actor                                   | Paul Giamatti        | Guanyador | [ 40 ] |
| Premis de la Crítica Cinematogràfica                           | 14 de gener de 2024    | Millor actriu de repartiment                   | Da'Vine Joy Randolph | Guanyador | [ 40 ] |
| Premis de la Crítica Cinematogràfica                           | 14 de gener de 2024    | Millor interpretació joven                     | Dominic Sessa        | Guanyador | [ 40 ] |
| Premis de la Crítica Cinematogràfica                           | 14 de gener de 2024    | Millor repartiment                             | The Holdovers        | Nominat   | [ 40 ] |
| Premis de la Crítica Cinematogràfica                           | 14 de gener de 2024    | Millor guió original                           | David Hemingson      | Nominat   | [ 40 ] |
| Premis de la Crítica Cinematogràfica                           | 14 de gener de 2024    | Millor comèdia                                 | The Holdovers        | Nominat   | [ 40 ] |
| Premis Oscar                                                   | 10 de març de 2024     | Millor pel·lícula                              | Mark Johnson         | Pendent   | [ 41 ] |
| Premis Oscar                                                   | 10 de març de 2024     | Millor actor                                   | Paul Giamatti        | Pendent   | [ 41 ] |
| Premis Oscar                                                   | 10 de març de 2024     | Millor actriu de repartiment                   | Da'Vine Joy Randolph | Pendent   | [ 41 ] |
| Premis Oscar                                                   | 10 de març de 2024     | Millor guió original                           | David Hemingson      | Pendent   | [ 41 ] |
| Premis Oscar                                                   | 10 de març de 2024     | Millor muntatge                                | Kevin Tent           | Pendent   | [ 41 ] |